# Hilario Fernández Recio
Hilario Fernández Recio (Aranda de Duero, 14 de enero de 1899-c. 1969) fue un militar y carabinero español, que participó en la Guerra civil.

## Biografía
Militar profesional, realizó estudios en la Academia de Infantería de Toledo y pertenecía al arma de infantería. Llegó a participar en la Guerra de África, sirviendo en el batallón de cazadores de Figueras n.º 6 y en el Batallón de cazadores de África n.º 9. Posteriormente pasó a prestar servicio en el Cuerpo de Carabineros.
En julio de 1936 ostentaba el rango de capitán de carabineros y estaba destinado en la 18.ª Comandancia —correspondiente a la provincia de Oviedo—, si bien el 18 de julio se encontraba en Madrid. Tras el estallido de la Guerra civil organizó nuevas unidades de carabineros y más adelante mandaría varias unidades especiales de Asalto. A comienzos de 1937 asumió el mando de la 5.ª Brigada Mixta, en sustitución del capitán Fernando Sabio Dutoit. En marzo de ese año sería nombrado jefe de la 65.ª Brigada Mixta, con la cual tuvo una participación relevante en la batalla de Guadalajara. Posteriormente asumió el mando de las divisiones 13.ª y 67.ª. Durante la contienda llegaría a alcanzar el rango de teniente coronel. El 12 de marzo de 1939 asumió el mando del III Cuerpo de Ejército, por nombramiento del coronel Segismundo Casado.
Tras el final de la contienda fue detenido por los franquistas, siendo represaliado y expulsado del ejército.